# قط بري قوقازي
القط البري القوقازي (الاسم العلمي: Felis silvestris caucasica) هو نويع من القطط البرية الأوروبية موطنه الأصلي في جبال القوقاز وتركيا، في تركيا، يعتبر القط البري شائعًا في غابات الزان والبلوط المختلطة في جبال بونتيك، ولكنه نادر في مناطق بحر مرمرة وبحر إيجه. في جبال طوروس، ربما توجد فقط في الغابات النفضية في مقاطعة قهرمان مرعش. ومن المحتمل أن يكون قد انقرض في منطقة شرق الأناضول. يختلف القط البري القوقازي عن القط البري الأوروبي بكون لونه رمادي فاتح اللون، مع وجود نمط باهت على الجانبين والذيل. ولكنهما متشابهان في الحجم، حيث يبلغ طوله من الرأس إلى الجسم 70-75 سم (28-30 بوصة)، وارتفاع الكتفين 26-28 سم (10-11 بوصة). يزن 5.2-6 كجم (11-13 رطلاً)، ونادرًا ما يزيد عن 8 كجم (18 رطلاً).